# 戚庆伦
戚庆伦（1942年12月—），江苏睢宁双沟双东村，中华人民共和国政治人物、中国人民解放军少将。

## 生平
1966年9月参加工作，毕业于哈尔滨工业大学。1970年6月加入中国共产党。1968年任建筑工程兵学员、排长。1987年任第二炮兵工程学院训练部副部长、部长，1992年任第二炮兵学院院长。1994年12月—1996年12月，担任中国人民解放军火箭军第五十三基地司令员。1996年12月—2002年9月，担任中国人民解放军火箭军第五十五基地司令员。后升任中国人民解放军第二炮兵部队副参谋长，授少将军衔。